# Knölnäshornsfågel
Knölnäshornsfågel (Rhyticeros cassidix) är en fågel i familjen näshornsfåglar inom ordningen härfåglar och näshornsfåglar.

## Utseende
Knölnäshornsfågeln är en stor (70–80 cm) näshornsfågel med vit stjärt och hög kask. Hanen är djupt roströd på hjässa och nacke, ljusare rost- eller gräddfärgad på huvudsidor och hals och svart på vingar och kropp. Näbben är gul med roten skårad i orange och brunt och den tillskrynklade kasken röd. Den har vidare ljusblå bar hud runt ögat och stor bar strupsäck i ljusblått, mörkblått och svart. Honan är mindre med svart på huvud och hals, mindre gulfärgad kask och mindre svart band över strupsäcken.

## Utbredning och systematik
Fågeln förekommer på öarna Sulawesi, Lembeh, Togian, Muna och Butung. Den behandlas som monotypisk, det vill säga att den inte delas in i några underarter.

### Släktestillhörighet
Knölnäshornsfågeln placerades tidigare i släktet Aceros, men genetiska studier visar att den står närmare arterna i Rhyticeros och förs numera dit.

## Status och hot
Knölnäshornsfågeln har ett stort utbredningsområde och beskrevs så sent som 2007 som lokalt mycket vanlig. Sentida studier visar dock att den minskar mycket kraftigt i antal på grund av skogsavverkningar. Även illegal jakt och risk för bränder tros spä på minskningen. Fågeln är därför upptagen på internationella naturvårdsunionen IUCN:s röda lista över hotade arter, kategoriserad som sårbar (VU).